# Pantelhó
La città di Pantelhó è a capo dell'omonimo comune, nello stato del Chiapas, Messico. Conta 6 387 abitanti secondo le stime del censimento del 2005 e le sue coordinate sono 17°00'N 92°28'W.

## Storia
Gli abitanti dei questo comune parteciparono attivamente alla rivolta indigena del 1712.
Per descreto promulgato il 26 luglio del 1912 fu distaccato dal Dipartimento di Simojovel e venne annesso a quello di Las Casas.

Nel periodo 1932-1938 durante il governo del colonnello Victórico R. Grajales venne cambiato il nome da Santa Catarina Pantelhó nell'odierno Pantelhó.

Dal 1983, in seguito alla divisione del Sistema de Planeación, è ubicata nella regione economica II ALTOS.